# Otto Roffel
Otto Roffel (Groningen, 4 juni 1927 – Amstelveen, 25 september 2022) was een Nederlands voetballer die als doelman speelde. Hij was ook directeur van het Olympisch Stadion in Amsterdam. Hij overleed op 95-jarige leeftijd.

## Voetbal
Hij was doelman bij GVAV in Groningen vanaf zijn 17e levensjaar, van mei 1944 tot 1964. Roffel speelde ook wedstrijden voor de Noordelijke Zwaluwen, het Nederlands B-voetbalelftal en was in 1959 tweemaal reserve bij het Nederlands voetbalelftal. Otto Roffel was befaamd om z'n lengte, wat hem de bijnaam Lange Otto opleverde. 
Hij verhuisde in 1964 naar Hilversum waar hij werkzaam was als vertegenwoordiger van uitgeverij Wolters-Noordhoff en ging bij Victoria spelen. In september 1969 werd hij als opvolger van Jan Bronkhorst benoemd in de strafcommissie van de KNVB die in november van dat jaar aftrad.
In februari 1974 was Roffel voor enkele dagen assistent-trainer van het Nederlands elftal onder bondcoach Rinus Michels in de voorbereiding op het wereldkampioenschap voetbal 1974. Hij trok zich terug omdat zijn benoeming onvoldoende steun kreeg.

## Olympisch Stadion

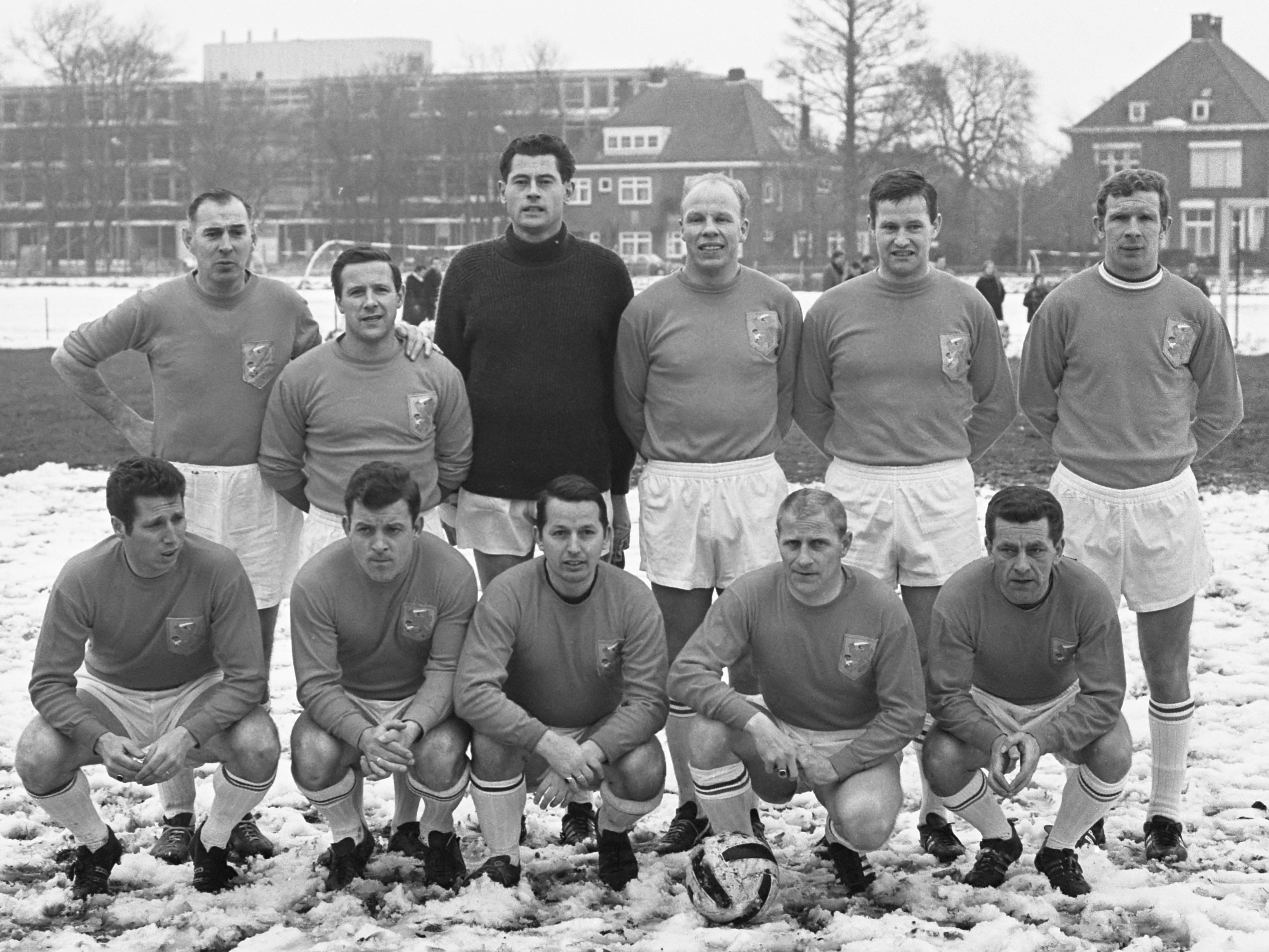
Roffel (in het zwart) met de oud-internationals bij de traditionele wedstrijd op nieuwjaarsdag 1969 tegen Koninklijke HFC

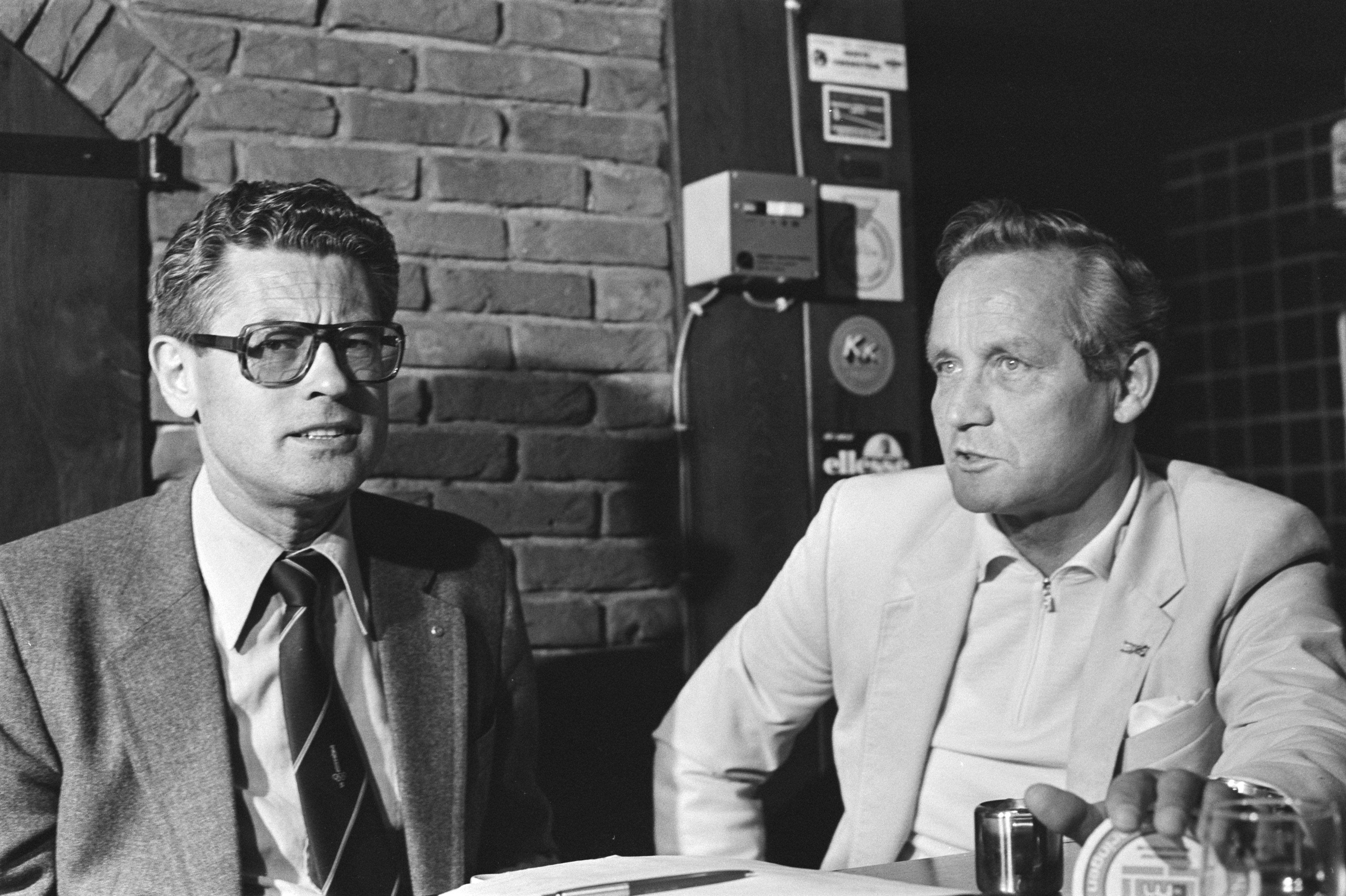
Roffel (links) als directeur van het Olympisch stadion met Klaas Molenaar in 1981

Roffel werd na zijn voetballoopbaan directeur van het Olympisch Stadion in Amsterdam. Per 1 maart 1970 volgde hij Jaap Mellegers op, waarna hij directeur bleef tot 1992. In 1996 was hij medeverantwoordelijk voor het reddingsplan om het stadion voor sloop te behoeden.